# St. Pauli Girl

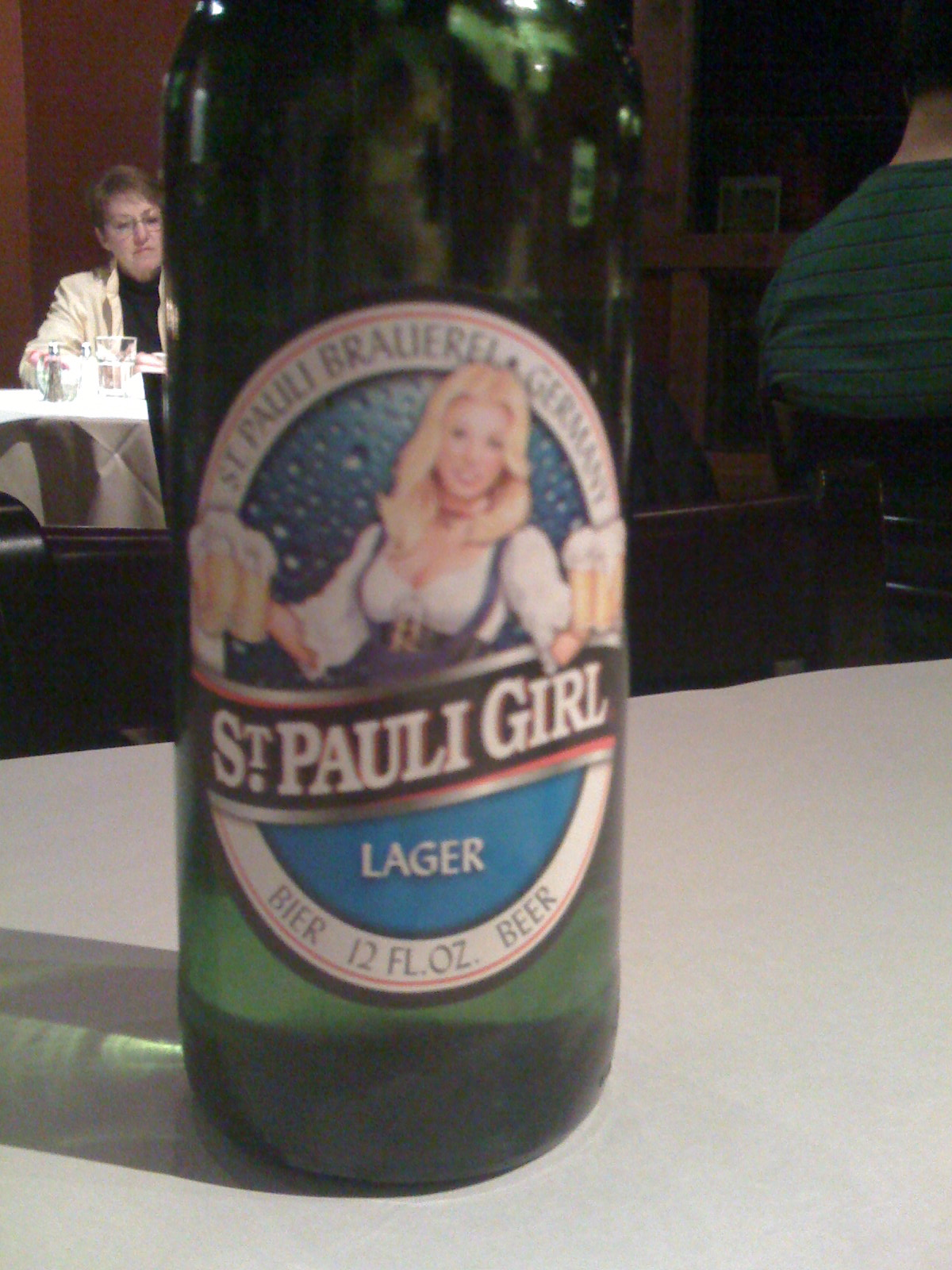
Butelka piwa St. Pauli Girl.

St. Pauli Girl – marka piwa dolnej fermentacji (lager) produkowanego w Bremie w Niemczech w piwowarni Beck’s wyłącznie na eksport. Przynależy do firmy piwowarskiej InBev.
Od 1982 twarzami piwa są znane modelki (m.in. Jaime Bergman, Angela Little i Bobbi Sue Luther). W 2009 była to Słowaczka Katarina Van Derham.